# Клан Бойл

Емблема (гребінь) клану Бойл.

Герб вождя клану Бойл - Х графа Глазго.

Клан Бойл (шотл. - Clan Boyle) – один з рівнинних шотландських кланів та один з кланів Ірландії. 
Гасло клану: Dominus providebit - Господь подарує (лат.)

## Історія клану Бойл

### Походження клану Бойл
Назва клану Бойл походить від назви міста Бовіль в Нормандії. У 1164 році Девід де Бовіль згадується в історичних документах Шотландії – в королівських грамотах. Судячи по всьому це був лицар нормандського походження, що поступив на службу до короля Шотландії. За це йому були даровані землі і титул барона. У 1275 році Річард де Бойвіль володіє землями Келбурн в Ейрширі. У 1290 році Анрі де Бойвіль володів замками Дамфіс, Вігтаун, Керкубрі. Річард де Бойвіль та Роберт де Бойвіль згадуються в «Рагман Роллс» - у 1296 році вони присягнули на вірність королю Англії Едуарду І. Пізніше Річард де Бойл одружився з дочкою сера Річарда Коміна. 

## XV – XVI століття
Через шість поколінь після Річарда Бойла жив його нащадок Джон Бойл, що був вбитий під час битви під Савхібурн (гельск. – Sauchieburn), воюючи за корля Шотландії Якова III у 1488 році. Володіння клану були конфісковані, але його син – теж Джон Бойл був відновлений в правах королем Шотландії Яковом IV. 
Інша гілка клану Бойн оселилась в Ірландії, де вони отримали титул графа Корк. Вони стали могутніми і впливовими аристократами в Ірландії.
Клан Бойл підтримував у Шотландії королеву Марію Стюарт. 

### XVII – XVIII століття
У XVII столітті під час громадянської війни на Британських островах клан Бойл підтримував роялістів і короля Карла І. За це клан був покараний Кромвелем і республіканцями. Але пізніше, після реставрації монархії, маєтки були повернені клану. Джон Бойл Келбурн був обраний депутатом парламенту. Старший син Джона – Девід Бойл став комісаром парламенту і таємним радником. У 1699 році Девід Бойл отримав титул пера та лорда Бойл Келбурн. У 1703 році він отримав титул графа Глазго. Він став один з комісарів договору про союз з Англією. Під час повстання якобітів за незалежність Шотландії він був переконаним прихильником уряду Великої Британії та англо-ганноверської династії. Він підняв озброєні загони, що виступили на боці уряду Великої Британії і озброїв їх за свій рахунок. 
Джон Бойл – III граф Глазго став військовим, брав участь у війнах, був поранений у битві під Фонтенуа в 1745 році, потім знову був поранений у битві під Лауффелд у 1747 році. Пізніше він отримав посаду лорда Верховних комісарів Генеральної асамблеї Церкви Шотландії і обіймав цю посаду 9 років. 

### ХІХ століття
Девід Бойл - онук II графа Глазго був видатним адвокатом і в 1807 році був призначений заступником Генерального прокурора у справах Шотландії. Він був відомим юристом і державним діячем, а в 1841 році був призначений генеральним лорд-суддею генерал. Він вийшов у відставку в 1852 році після сорока одного року юридичної служби.
Джордж Бойл - IV граф Бойл, був військовим, дослужився до полковника і лорда-лейтенанта Ренфруширу в 1810 році. Його старший син – Джон Бойл був морським офіцером і був захоплений в полон французами від Гібралтаром у 1807 році. Його брат -  Джеймс Бойл був V графом Бойл у 1843 році. Він служив у Королівському флоті і був лорд-лейтенантом у Ренфруширі.
На посаді вождя клану Бойл Джеймса змінив його зведений брат - Джордж Фредерік Бойл, це стало катастрофою для клану. Джордж Бойл отримав освіту в Оксфорді і був пристрасно захоплений мистецтвом та архітектурою. Він був одержимий творчістю художників прерафаелітів і почав монументальну будівельну програму реконструкції замку та церкви Келбурн. У 1888 році він розорив маєтки клану і активи клану були продані. Замок Келбурн врятував тільки гаманець його двоюрідного брата – Девіда, що пізніше став Девідом Бойлом, VII графом Глазго.
Девід Бойл отримав титул графа Глазго в 1890 році і був губернатором Нової Зеландії з 1892 по 1897 рік. У 1897 році він отримав титул барона Ферлі і став пером Сполученого Королівства. 

### ХХ – XXI століття
Нинішній вождь клану Бойл – Патрік Бойл – Х граф Глазго був морським офіцером, помічником директора телебачення. Отримав титул вождя клану і графа в 1984 році, нині живе в замку Келбурн, що належить клану з XIII століття. 

## Замки клану Бойл
- Замок Келбурн (шотл. - Kelburn Castle) – резиденція Патріка Бойла – вождя клану Бойл і Х графа Глазго.
- Замок Роваллан (шотл. - Rowallan Castle).